# Киряково (Новосибирская область)
Киряково — деревня в Болотнинском районе Новосибирской области России. Входит в состав Зудовского сельсовета.

## География
Площадь деревни — 46 гектар

## История
Основана в 1865 г. В 1926 году деревня Кирякова состояла из 111 хозяйств, основное население — русские. В составе Зудовского сельсовета Болотнинского района Томского округа Сибирского края.

## Население
| 2002 | 2007 | 2010 |
| ---- | ---- | ---- |
| 373  | ↘360 | ↘321 |

## Инфраструктура
В деревне по данным на 2007 год отсутствует социальная инфраструктура.